# Российская программа финансирования устойчивой энергетики
Российская программа финансирования устойчивой энергетики (англ. Russian Sustainable Energy Financing Facility, RuSEFF) – специальная кредитная программа, созданная Европейским банком реконструкции и развития (ЕБРР) для развития энергоэффективных проектов и проектов по возобновляемой энергетике на территории Российской Федерации. Финансирование проектов предприятий малого и среднего бизнеса по программе ЕБРР происходит посредством предоставления кредитных ресурсов банкам-партнерам и лизинговым компаниям. Отбор проектов происходит при непосредственном участии команды экспертов RuSEFF, техническая оценка которых финансируется Федеральным министерством экологии, охраны природы и безопасности ядерных реакторов Германии, Международной программой по защите климата и Специальным фондом акционеров ЕБРР. 
Основными целями инвестиций этой программы являются снижение энергозатрат, повышение качества потребляемой тепло- и электроэнергии, снижение тепловых потерь, сокращение выбросов парниковых газов. К концу 2013 года общим объём инвестиций составил более 6 млрд рублей. Программа RuSEFF существует с 2009 года, и в настоящее время находится на третьей стадии реализации действующей до января 2015 года.

## Проекты
- Установка инфракрасных обогревателей;
- Модернизация водоочистных сооружений;
- Замена транспортных средств на более энергоэффективные;
- Модернизация осветительной системы;
- Установка мини-ТЭЦ.

## Сектора
Основные сектора экономики, в которые идут инвестиции по Российской программе финансирования устойчивой энергетики:
- Легкая промышленность;
- Оптовая и розничная торговля;
- Сельское хозяйство;
- Строительство;
- Сфера услуг;
- Транспорт.

Существуют также сферы деятельности, которые не могут принимать участие в программе. Они обозначены в экологическом и социальном запретном списке ЕБРР. К ним относятся, например, производство табачных изделий, алкогольной продукции, игорный бизнес и другие.

## Партнеры

### Коммерческие банки
- Азиатско-Тихоокеанский банк
- Банк Центр-Инвест
- БыстроБанк
- Восточный экспресс-банк
- НБД Банк
- Росбанк[4]
- Транскапиталбанк[2]

### Лизинговые компании
- BOT Lease LLC
- Unicredit Leasing

## Подобные механизмы в других странах
Помимо RuSEFF, подобные механизмы работают в Албании, Армении, Болгарии, Боснии и Герцеговине, Венгрии, Грузии, Казахстане, Косово, Македонии, Молдове, Румынии, Сербии, Словакии, Турции, Украине и Хорватии.

## Показатели деятельности
По данным на конец декабря 2013 года, в рамках программы RuSEFF было реализовано 644 проектов в разных регионах России общим объемом 183,3 миллионов долларов США. Суммарное энергосбережение по данным инвестициям составило 835,6 ГВт/час, с ежегодным снижением выбросов CO₂ в 204,5 тысячи тонн.